# Liste der Naturdenkmale in Frielendorf
Die Liste der Naturdenkmale in Frielendorf nennt die im Gebiet der Gemeinde Frielendorf im Schwalm-Eder-Kreis in Hessen gelegenen Naturdenkmale.
| Bild            | Bezeichnung               | Ortsteil, Lage                                               | Beschreibung                             | Art              | Nr.     |
| --------------- | ------------------------- | ------------------------------------------------------------ | ---------------------------------------- | ---------------- | ------- |
| Fotos hochladen | 1 Buche (150 – 200 Jahre) | Frielendorf 50° 57′ 53,9″ N, 9° 19′ 57,3″ O                  | östlich der Straße nach Großropperhausen | Buche            | 634.576 |
| Fotos hochladen | 1 Eiche                   | Frielendorf, Kohlenstraße 34 50° 58′ 27,6″ N, 9° 19′ 49,4″ O |                                          | Eiche            | 634.577 |
| BW              | Moor                      | Leimsfeld 50° 56′ 43,3″ N, 9° 15′ 42,8″ O                    | Fläche: 2,2261 ha                        | Flächenhaftes ND | 634.579 |
| Fotos hochladen | 1 Linde                   | Verna 50° 59′ 48″ N, 9° 20′ 26,4″ O                          |                                          | Linde            | 634.580 |

## Belege
1. ↑  Anlage: Tabelle 3 - Naturdenkmale im Schwalm-Eder-Kreis. (PDF; 7,45 MB) der 2. Verordnung zur Änderung der Verordnung zum Schutze der Naturdenkmale im Schwalm-Eder-Kreis vom 28. 04. 1986, zuletzt geändert durch Verordnung vom 8. Mai 2007. Der Kreisausschuss des Schwalm-Eder-Kreises, 17. Dezember 2008, S. 30, abgerufen am 7. Februar 2017.

- Karte mit allen Koordinaten:
- OSM |
- WikiMap